# Тепль, Иоганн фон

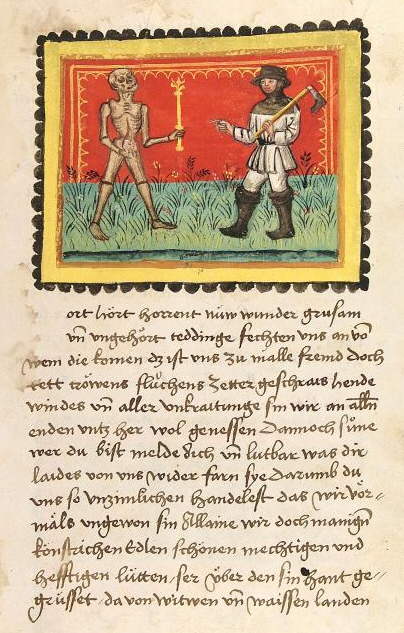
«Богемский пахарь». Иллюстрация

Иоганн фон Тепль (Ян из Жатца; нем. Johannes von Tepl; ок. 1350 — ок.1414) — один из ранних немецких гуманистов. Городской писарь, а позже — ректор Латинской школы в чешском городе Жатец (ок. 1400). Под руководством Яна эта школа стала одним из самых влиятельных образовательных учреждений в Богемии. В XV веке Жатец встал на сторону гуситов, в связи с чем был предан анафеме. В 1421 армия крестоносцев (2-й крестовый поход) потерпела поражение у стен города.

## «Богемский пахарь»
Наиболее известен Ян из Жатца в качестве автора «Богемского пахаря» („Der Ackermann aus Böhmen“, 1400) — выдающегося памятника немецкой предренессансной прозы, написанного в жанре «крестьянской „адамистики“».
«Богемский пахарь» — это диалог между человеком и смертью, навеянный «плясками смерти» (опасное массовое психическое заболевание, развивающееся на почве отравления ядовитыми семенами спорыньи, попадающими в зерно при сборе урожая), которые регулярно охватывали целые регионы средневековой Европы.
В книге, тесно связанной со средневековыми представлениями, уже заметно звучание новых, гуманистических, мотивов. Уже во внешнем образе «Пахарь» — продукт новой эпохи, так как поэт пишет своё произведение не в традиционном для средневековья стихотворном эпосе, а в прозе, по образцу итальянских авторов эпохи Ренессанса. В 34 главах (традиционное для того времени построение произведений) протекает спор между смертью и вдовцом, который должен разрешить Господь-судья. С точки зрения догматического средневековья смерть — это прежде всего наказание за проступки (и против этого возражает Пахарь, в чём проявляется гуманизм произведения); для рационального же мировоззрения Нового времени смерть — закон природы, одинаково и неоспоримо действующий для всех живых существ. Смерть говорит в свою защиту, что она возвращает людей к естественному равенству и создает условия для грядущей жизни. Автор принимает некоторые доводы смерти, но её мизантропии противопоставляет жизнелюбие богемского пахаря, полагающего, что жизни нет без «радости, любви, веселья и развлечений». Только человек, по словам пахаря, обладает «благородным сокровищем разума, только у него такое прекрасное тело, создать которое под силу одному богу, и в этом теле заключена бездна премудрости, все искусства и все науки».
Ян из Жатца первым из немецких авторов, ища подтверждения своим мыслям, обращается не только к Библии, но к Платону, Пифагору и другим античным философам.